# ジョニーテスト
ジョニーテスト(Johnny Test)はアメリカ合衆国とカナダのワーナー・ブラザースが手がけたアニメ作品。
スコット・フェローズによって作成された。
アメリカでは2005年9月17日からキッズ'WB⇒The CW⇒カートゥーンネットワークで放送されている。日本では2015年9月からネットフリックスにて日本語吹き替え版が配信されていた。
2021年7月16日からはデザインが一新された本作のリブート版が、ネットフリックスにて全世界配信される。

## ストーリー
11歳のジョニーテストと彼の犬のデューキーは、「ポークベリー」という名前の街を冒険し、彼の家族 (そして世界) を悪役から救わなければなりません。

## 登場人物

### テスト家
ジョニー(Johnny Test)
声 - 水島裕/英 - ジェームズ・アーノルド・テイラー
本作の主人公である11歳の少年で、落ち着きに欠けた性格をしている。いろいろな研究をしており、場合によっては姉たちを巻き込むこともある。また、"Johnny X"とよばれるスーパーヒーローに変身することもある。
片思いの相手だったジャネットと別れたのち、シシーに片思いしているが、暴力的な愛情表現に悩まされており、自らの思いをはぐらかしたり否定したりする。
赤いハイライトの入った金髪と青い瞳が特徴であり、原語版では "kid with the flaming hair"（燃える頭の子供）と呼ばれることがある。また、いつも放射能マークの書かれた黒いシャツの上に青い上着を羽織り、緑色のカーゴパンツをはいている。
口癖は「うわあ！それが来るのを見ていませんでした」。
デューキー(Dukey)
声 - 塩屋翼/英 - ルイス・チリロ(シーズン1から4)、トレバー・デュバル(シーズン5以降)
ジョニーの愛犬で、彼の助手でもある16歳の犬。スーザンとメアリーの遺伝子実験により、知能と人間のような人格を得たという経緯を持つ。
カンフーを知ってい。
スーザン(Susan Test)
声 - 大津愛理/英 - マリカ・ヘンドリクス
ジョニーの姉である13歳の少女。実験好き。感情の起伏が激しい。月の描かれたシャツと三日月形の髪飾りをつけている。
メアリー(Mary Test)
声 - 佐藤亜美菜/英 - ブリトニー・ウィルソン(シーズン1，5)、アシュレイ・ボール （シーズン2，4，6）
ジョニーの姉で、スーザンの双子の妹。姉同様赤毛が特徴だが、星の描かれたシャツと星型の髪飾りをつけている。
ウィグ(Hugh Test)
声 - 井上和彦/英 - イアン・ジェームズ・コーレット
ジョニーとスーザンとメアリーの父で、いわゆる専業主夫。強迫性障害をかかえている。
リラ(Lila Test)
声 - 井上喜久子/英 - キャサリン・バー
ジョニーとスーザンとメアリーの母。

### テスト家の周囲の人物
Dr．スロップシンク(Professor Slopsink)
声 - 宮崎敦吉/英 - リチャード・ニューマン
スーザンとメアリーの発明の先生で、Mega Institute of Technology (M.I.T.、のちにP.I.TことPorkbelly Institute of Technologyに改名)に勤務するドイツ人科学者。
シシー(Sissy Blakely)
声 - あいざわゆりか/英 - ブリトニー・ウィルソン(シーズン1，5)、アシュレイ・ボール （シーズン2，4，6）
ジョニーと同年代の少女。ジョニーに気があるが、愛情表現が暴力的になってしまう。
ジャネット(Janet Nelson Jr.)
声 - /英 -アシュレイ・ボール
ジョニーの初恋の相手
ギル・ネックスドア(Gil Nexdor)
声 - /英 - アンドリュー・フランシス
スーザンとメアリーの片思い。ジョニーの友達でもあります。
ミスターブラック&ホワイト (Mister Black and White)
声 - /英 - ビル・マンディ、スコット・マクニール → デヴェン・マック
ジョニー、メアリー、スーザン、デューキーが一人で危機に対処できないときはいつで助けを求める秘密エージェントたち。
大将 (General)
声 - /英 - リー・トッカー
ホワイト&ブラックの大将。

### ジョニーの敵対者
ぼん・ぼん・ボーイ (Eugene "Bling-Bling Boy" Hamilton)
声 - 近藤浩徳/英 - リー・トッカー
ジョニーたちとよく対立する、金持ちの息子。ぼん・ぼん・ボーイ（"Bling-Bling Boy"）というあだ名は金をあしらったアクセサリを多数身に着けていることに由来している。本名で呼ばれることが多いが、本人はそれをよく思っていない。
スーザンに思いを寄せている。
ミスXとミスZという女サイボーグを手下にしている。
ミッチェル・バンパー・ランドールス(Mitchell "Bumper" Randalls)
声 - /英 - スコット・マクニール
ジョニーたちの近所のいじめっ子。バラ好きで、自宅にバラ園を構えるなど繊細な一面を持つ。
ジョニーストップイービルフォース5 (Johnny Stopping Evil Force 5)
ジョニーの敵対者たちの集団。
モグラ王・ジズラー (Zizrar)
声 - 宮崎敦吉/英 - スコット・マクニール
メンバーの一人。地底のモグラ人たちの王。
ワクコ-O (Mr. Whack-O)
声 - /英 - リー・トッカー
メンバーの一人。おもちゃで世界を征服しようとするワクコ社社長兼ビルラン、一言で非常識社長に、子供たちをなくすためのおもちゃを作って腕工夫をしている。することを見ては、この漫画より「コード名：隣の子供たち」の大人ビルランによく似合う人物。子供たちは死ぬのおもちゃをよりモトパルか。しかし、この計画は、常にジョニーの妨害で失敗する。飛び立つ風船ガム事件で刑務所に入った後、消息が分からなく。声が軽薄してフレークのに社長よりマッドサイエンティストによく似合う声だ。ところでセンギンゲ広大クラスティラング少し似ている。
ブレインフリーザー (Brain Freezer)
声 - 中尾隆聖/英 - ルイス・チリロ (シーズン1から5の途中まで)⇒ビル・マンディ
初期に登場したビルランの一人、高性能冷トップを使用して、周りのすべてを凍らしまう冷凍光線を発射し、ヒステリックに近い性格を示す。ジョニーテストに厳しくされた後、主役ビルランに登場しジョニーをノックアウトしたが。結局、自分の願いをなしながらリタイアは、元はコーヒーが好きコーヒー露天商を作成したかった恋愛に失敗したという奇妙な理由一つフレークデミョ悪役がされたこと、最終的にはジョニーとデュキが彼の願いを聞いてズームとしてビルラン生活から解放される。
養蜂家 (The Beekeeper)
ミツバチを引き回す悪役。事実、彼の正体は蜂蜜キャンディーを開発した張本人で子供たちが、様々な化学薬品が入った一般的なお菓子を食べないようにして、自分が開発した蜂蜜キャンディーを食べするために悪役をやっている。
ミトン氏 (Mr. Mittens)
声 - ? /英 - ジェームズ・アーノルド・テイラー
スーザンたちの同級生が遺伝子操作で改造した猫。 猫を祀る執事がアルバート、猫の名前がミスターミトンであり、正体は猫人間。すべての人々を猫にする計画を立てており、特定の総なし人間の言葉をするのは難しい（逆に言えば、その合計がなければ、猫のままという話。）。初期に登場した主役ビルランのいずれかであったが占める割合は低い。人間が富と猫がボスという点では、ガジェットの医者爪を逆に裏返しペルディに見える。
ダーク・ヴェガン (Dark Vegan)
声 - /英 - ジェームズ・アーノルド・テイラー
ジョニーと敵対する純菜食主義者。
ブラスト・ケチャップ (Blast Ketchup)
声 - /英 - キャサリン・バー
サトシの参照文字。ジョニーが「タイニーモン」ゲームで彼を倒した後、ジョニーに復讐を誓った。失うのが嫌い。

### その他のキャラクター
ムーン人、メガ・ムーン人
声 -宮崎敦吉 /英 -

### その他キャスト
- 椙本滋
- 中野裕斗
- 野坂尚也
- 速水奨
- 松川裕輝
- 佐藤はな
- 風雅なおと
- 鈴木裕斗
- 子安武人
- 犬山イヌコ
- 武隈史子
- 高岡瓶々
- 森功至
- きそひろこ
- 武田太一
- 青山穣
- 大西健晴
- 高戸靖広
- 内田岳志
- 鈴木れい子
- 斎藤こず恵
- 黒田崇矢
- 真木駿一
- 新谷真弓
- aYano
- 峰晃弘
- 宗矢樹頼
- 庄司宇芽香
- 林勇
- 廣田行生
- 藤井ゆきよ
- バトリ勝悟
- 相沢まさき
- 佐藤友啓
- 堀総士郎
- 樋山雄作
- 志田有彩
- 茶風林
- 鈴木佐江子
- 清水秀光
- 辻親八
- 佐藤美一
- 渕上祥人
- 岡崎昌幸
- 坂詰貴之

## エピソード

### シーズン1
| No. | 邦題                      | 原題                                                         |
| --- | ------------------------- | ------------------------------------------------------------ |
| 1   | ジョニー地下への大冒険?   | Johnny to the Center of the EarthJohnny X                    |
| 2   | ぼんぼんボーイと対決?     | Johnny vs. Bling-Bling BoyJohnny Impossible                  |
| 3   | パーティでキメろ?         | Johnny Test: Party MonsterJohnny Test: Extreme Crime Stopper |
| 4   | 深海ジョニー?             | Deep Sea JohnnyJohnny & the Amazing Turbo Action Backpack    |
| 5   | ジョニーとアイスピッグズ? | Johnny and the Ice PigsJohnny’s House of Horrors             |
| 6   | 超できすぎズボン?         | Johnny’s Super Smarty PantsTake Your Johnny to Work Day      |
| 7   | ジョニーとメガ・ロボット? | Johnny and the Mega RoboticlesJohnny Gets Mooned             |
| 8   | 映画の中のジョニー?       | Johnny HollywoodJohnny's Turbo Time Rewinder                 |
| 9   | ジョニー・X再び?          | The Return of Johnny XSonic Johnny                           |
| 10  | ジョニーのブルーな日?     | The Dog Days of JohnnyJohnny's Pink Plague                   |
| 11  | ジョニーとコントローラー? | Johnny's Extreme Game ControllerLi'l Johnny                  |
| 12  | ブレインフリーザと対決?   | Johnny vs. Brain FreezerJohnny's Big Snow Job                |
| 13  | ジョニー・ドッジボール?   | Johnny DodgeballJohnny & the Attack of the Monster Truck     |

### シーズン2
| No. | 原題                                                  |
| --- | ----------------------------------------------------- |
| 13  | Hoist the Johnny RogerJohnny's Turbo Toy Force        |
| 14  | JTVJohnny vs. Bling Bling 2                           |
| 15  | JohnnylandJohnny's Got a Brand New Dad                |
| 16  | Saturday Night's Alright for JohnnyJohnny Mint Chip   |
| 17  | Johnny's Pet DayPhat Johnny                           |
| 18  | The Revenge of Johnny XThe Enchanted Land of Johnnia  |
| 19  | 101 JohnniesJohnny Zombie Tea Party                   |
| 20  | Johnny Test in Black & WhiteJohnny the Kid            |
| 21  | Down Hill JohnnyJohnny Meets the Pork-Ness Monster    |
| 22  | Johnny X Strikes BackJohnny vs. Super Soaking Cyborgs |
| 23  | 00-JohnnyJohnny of the Jungle                         |
| 24  | Johnny vs. Smash Badger 3Johnny Bee Good              |
| 25  | The Good, the Bad & the JohnnyRock-A-Bye Johnny       |

### シーズン3
| No. | 原題                                                       |
| --- | ---------------------------------------------------------- |
| 25  | Johnny vs. Bling-Bling 3Stinkin' Johnny                    |
| 26  | Johnny X and the Attack of the SnowmenJohnny vs. Dukey     |
| 27  | Here Johnny, Here Boy!Johnny Applesauce                    |
| 28  | Johnny'monBathtime for Johnny                              |
| 29  | Johnny Test: Monster StarterJohnny Holiday                 |
| 30  | Coming to a Johnny Near YouWhen Johnny Comes Marching Home |
| 31  | JohnnyitisJohnny Mustache                                  |
| 32  | Johnny FuJohnny Escape From Bling-Bling Island             |
| 33  | Johnny's Monkey BusinessJohnny Bench                       |
| 34  | Johnny Long LegsJohnny Test in Outer Space                 |
| 35  | Johnny Cart RacingJohnny Smells Good                       |
| 36  | Return of Johnny'monJohnny Dukey Doo                       |
| 37  | Johnny X: A New BeginningJohnny X: The Final Ending        |

### シーズン4
| No. | 原題                                                               |
| --- | ------------------------------------------------------------------ |
| 38  | Johnny's New Baby SistersPorta-Johnny                              |
| 39  | Join the Johnny ScoutsJohnny B.C.                                  |
| 40  | Runaway JohnnyJohnny on the Spot                                   |
| 41  | Dark JohnnyNo Homework for Johnny                                  |
| 42  | Papa JohnnyThe Johnnyminster Dog Show                              |
| 43  | Dukey Jeckyll and Johnny HydeJohnny's Trophy Case                  |
| 44  | Johnny's Amazing Cookie CompanyJohnny's Big Dumb Sisters           |
| 45  | My Johnny GuardTom and Johnny                                      |
| 46  | The Quantum of JohnnyJohnny Get Yer Gum                            |
| 47  | Old School JohnnyJohnny Degrees Below Zero                         |
| 48  | Johnny JohnnyJohnny Double Coupons                                 |
| 49  | X-Ray JohnnyThe Destruction of Johnny X                            |
| 50  | iJohnnyJohnny vs. The Mummy                                        |
| 51  | Johnny Grow Your Own MonsterWho's Johnny?                          |
| 52  | Princess Johnny99 Deeds of Johnny Test                             |
| 53  | Johnny's Amazing RaceJohnny Test in 3D                             |
| 54  | Guess Who's Coming to Johnny's for DinnerJohnny's New BFF          |
| 55  | Johnny vs. Bling Bling IVJohnny's Big Sisters' Smackdown           |
| 56  | Sunshine Malibu JohnnyJohnnycicle                                  |
| 57  | King JohnnyJohnny Re-Animated                                      |
| 58  | Johnny CakesJohnny Tube                                            |
| 59  | Sleepover at Johnny'sJohnny's Got a... Wart!                       |
| 60  | Johnny's Royal FlushJohnny Test's Day Off                          |
| 61  | Johnny and Dark Vegan's Battle Brawl ManiaA Scholarship for Johnny |
| 62  | Johnny Boat RacingJohnny Lock Down                                 |
| 63  | Good Ol' Johnny TestJohnny X Strikes Back Again!                   |

### シーズン5
| No. | 原題                                                                 |
| --- | -------------------------------------------------------------------- |
| 64  | Johnny Goes NutsJohnny Daddy Day                                     |
| 65  | Johnny CruiseRated J for Johnny                                      |
| 66  | Spotless JohnnyJohnny vs. Bling-Bling: The Ultimate Battle           |
| 67  | Cat Scratch JohnnyJohnny of the Deep                                 |
| 68  | Johnny SwellvilleJohnny Irresistible                                 |
| 69  | Johnny's Rat RaceBlack & White & Johnny All Over                     |
| 70  | Lawn Gone JohnnyJohnny's Ultimate Treehouse                          |
| 71  | Johnny Goes CampingJohnny's World Prank Wars 1                       |
| 72  | How to Become a John-i KnightThe Return of Johnny Super Smarty Pants |
| 73  | Fangs a Lot JohnnyJohnny Testosterone                                |
| 74  | Johnny's Keys to SuccessJohnny's Winter Jacket                       |
| 75  | Johnny Two-FaceJohnny Susan, Susan Johnny                            |
| 76  | Johnny Trick or TreatNightmare on Johnny's Street                    |
| 77  | My Dinner with JohnnyJohnny Alternative                              |
| 78  | Cool Hand JohnnyRoller Johnny                                        |
| 79  | A Holly Johnny ChristmasJohnny's First Annual Snowball               |
| 80  | Lakeside JohnnyJohnny Germ Fighter                                   |
| 81  | Johnny's World RecordMush, Johnny, Mush                              |
| 82  | Johnny's TreasureExtra Credit Johnny                                 |
| 83  | Johnny's Left FootJohnny vs. The Tickler                             |
| 84  | Bugged Out JohnnyJohnny Test's Quest                                 |
| 85  | Johnny O'sIt's Du-Kay Johnny                                         |
| 86  | Magic JohnnyDolly Johnny                                             |
| 87  | Johnny McCoolIt's an Invasion, Johnny                                |
| 88  | It's All Relative, JohnnyJohnny Rich                                 |
| 89  | Johnny X... Again?Green Johnny                                       |

### シーズン6
| No. | 原題                                                        |
| --- | ----------------------------------------------------------- |
| 90  | Johnny on the ClockJohnny X-Factor                          |
| 91  | Johnny Vets DukeyJohnny's #1 Fan                            |
| 92  | How to Train Your JohnnyJohnny and Clyde                    |
| 93  | Johnny's Super Massive Kart Wheelies 7Smooth Talkin' Johnny |
| 94  | Johnny and the BeanstalkJohnny and Bling Bling Bond Bond    |
| 95  | Johnny's Got TalentJohnny's Rough Around the Hedges         |
| 96  | Johnny's Head in the CloudsStop in the Name of Johnny       |
| 97  | Johnny OppositeJohnny on the Job                            |
| 98  | Johnny's 100th EpisodeJohnny's Next Episode                 |
| 99  | Johnny's Supreme ThemePast and Present Johnny               |
| 100 | The Sands of JohnnyAbominable Johnny                        |
| 101 | Johnny vs. The DukenatorJohnny's Petting Zoo Posse          |
| 102 | The Johnny Who Saved HalloweenJohnny's Zombie Bomb          |
| 103 | Johnny's New Super Mega VillainJohnny in Charge             |
| 104 | Johnny UnpluggedJohnny's Monster Mash                       |
| 105 | Johnny's Chipmunk Chit ChatA Picture's Worth 1,000 Johnnies |
| 106 | Dial J for JohnnyRoad Trip Johnny                           |
| 107 | Code Crackin' JohnnyJohnny Goes Viral                       |
| 108 | Franken JohnnyJohnny Express                                |
| 109 | Crash Test JohnnyJohnny's Junky Trunk                       |
| 110 | Super Johnny Action FederationGil-Stopping Johnny           |
| 111 | Johnny with a Chance of MeatloafIt's Easter, Johnny Test!   |
| 112 | Future JohnnyDukey See, Johnny Do                           |
| 113 | Hair's JohnnyJohnny's Hungry Games                          |
| 114 | Tiny JohnnyJohnny Goes Gaming                               |
| 115 | The Last Flight of Johnny XJohnny's Last Chapter            |

### リブート版

#### シーズン 1
- 1. ジョニーのバトルロイヤル
- 2. ジョニーの小さな弟
- 3. ジョニーの親友ぼんぼんボーイ
- 4. ジョニー、倉庫にしのびこむ
- 5. ジョニーの沈黙
- 6. ジョニー、ゲームの世界へ!
- 7. ジョニーのインサイドヘッド
- 8. ジョニー芸能事務所
- 9. ジョニーのキモ試し
- 10. ジョニーの新ヘアスタイル
- 11. ジョニー、ローマの休日ヘ
- 12. ジョニーフェス
- 13. 1000の顔を持つジョニー
- 14. ジョニーの不用品セール
- 15. 覆面ジョニー
- 16. ジョニーの家族写真
- 17. ジョニー、迷路で迷走
- 18. ジョニーがミスター・ブラックに
- 19. ジョニーの夢のカリフォルニア
- 20. ジョニー、イルミネーション対決

#### シーズン 2
- 1. ジョニーの新しいママ登場
- 2. ジョニーのバトルロイヤル2
- 3. ジョニー、まほうの世界へ
- 4. ジョニーのお守り
- 5. ジョニーのこわいおとぎ話
- 6. 小さな弟、ジョニーに仕返し
- 7. ジョニー、カニと対決
- 8. ジョニー、脱出ゲームにいどむ
- 9. ジョニーのカイブツ退治
- 10. ジョニー、再びゲームの世界へ!
- 11. ジョニー、再びまほうの世界へ
- 12. ジョニーのデューキーチャンネル
- 13. ジョニーの超スマートハウス
- 14. ジョニーのおもちゃ収集
- 15. ジョニーときゅうりゅうの骨
- 16. ジョニーコン
- 17. ジョニー、ゲーセンへ
- 18. ジョニー、新車をへこませる
- 19. ジョニー、5秒間の予言
- 20. ジョニーとメーレーの混乱

#### スペシャル
- ジョニーテストの最高のミートローフを探す旅